# 前科者
《前科者》是負責原作，月島冬二負責作畫的日本漫畫，開始連載於2017年12月20日發售的《Big Comic Original》2018年第1號。
2021年5月17日，宣佈將獲改編為真人電視劇和電影，有村架純主演。改編電視劇《前科者 -新人保護司·阿川佳代-》（前科者 -新米保護司・阿川佳代-）由2021年11月20日起於WOWOW播映，共6集。改編電影《前科者》於2022年1月28日上映。

## 出版書籍
| 卷數 | 小學館         | 小學館                 |
| 卷數 | 發售日期       | ISBN                   |
| ---- | -------------- | ---------------------- |
| 1    | 2018年8月30日  | ISBN 978-4-09-860060-1 |
| 2    | 2019年1月30日  | ISBN 978-4-09-860213-1 |
| 3    | 2019年5月30日  | ISBN 978-4-09-860292-6 |
| 4    | 2019年10月30日 | ISBN 978-4-09-860454-8 |
| 5    | 2020年5月29日  | ISBN 978-4-09-860628-3 |
| 6    | 2020年11月30日 | ISBN 978-4-09-860776-1 |
| 7    | 2021年5月28日  | ISBN 978-4-09-861056-3 |
| 8    | 2021年10月29日 | ISBN 978-4-09-861173-7 |
| 9    | 2022年1月28日  | ISBN 978-4-09-861242-0 |

## 電視劇

### 演員列表
- 阿川佳代：有村架純
- 齊藤綠：石橋靜河
- 石川二朗：大東駿介
- 田村多實子：古川琴音
- 松山友樹：宇野祥平
- 高松直治：北村有起哉

## 電影

### 演員列表
- 阿川佳代：有村架純
- 瀧本真司：磯村勇斗
- 實：若葉龍也
- 鈴木充：槙田雄司
- 齊藤綠：石橋靜河
- 高松直治：北村有起哉
- 松山友樹：宇野祥平
- 遠山史雄：莉莉·弗蘭奇
- ：木村多江
- 工藤誠：森田剛

## 外部連結
- 漫畫官方網站（日語）
- 電視劇官方網站（日語）
- 電影官方網站（日語）